# Spermadictyon suaveolens
Spermadictyon suaveolens là một loài thực vật có hoa trong họ Thiến thảo. Loài này được Roxb. miêu tả khoa học đầu tiên năm 1815.